# همه‌پرسی توافق صلح کلمبیا (۲۰۱۶)
همه‌پرسی برای تأیید توافق نهایی پیرامون پایان بخشیدن به درگیری‌ها و ایجاد وضعیت صلح پایدار و ماندنی در کلمبیا در روز یکشنبه ۲ اکتبر ۲۰۱۶ برابر با ۱۱ مهر ۱۳۹۵ برگزار شد. هدف این همه‌پرسی پرسش از شهروندان در مورد تأیید یا رد توافق با نیروهای مسلح انقلابی کلمبیا (فارک) در هاوانا بود. این همه‌پرسی به دلیل آن‌که ۵۰٫۲٪ از رأی‌دهندگان به آن رأی «نه» و ۴۹٫۸٪ رأی آری دادند شکست خورد.

## پیش‌زمینه
مذاکرات صلح از ۲۶ اوت ۲۰۱۲ در هاوانا بین دولت کلمبیا و فارک آغاز شد و در ۲۵ اوت ۲۰۱۶ به پایان رسید.
موافقتنامه‌ها حاوی اصلاحات روستایی، مشارکت سیاسی، آتش‌بس دوجانبه، راه حل مشکل مواد مخدر و سازوکار اجرا و ارزیابی صلح می‌باشند.
دادگاه قانون اساسی کلمبیا در ۱۸ ژوئیه ۲۰۱۶ برگزاری همه‌پرسی را تأیید کرد.

## همه‌پرسی

### آری
خوان مانوئل سانتوس رئیس‌جمهور کلمبیا که حامی مذاکرات صلح بود از پاسخ «آری» به همه‌پرسی حمایت کرد. احزاب برجستهٔ سیاسی مدافع همه‌پرسی عبارتند از قطب جایگزین دموکراتیک، حزب سوسیال اتحاد ملی و حزب تغییر بنیادین.

### نه
سناتور الوارو اوریبه رئیس‌جمهور سابق کلمبیا مخالفت خود را با این همه‌پرسی اعلام کرده است. حزب مرکز دموکراتیک نیز با این همه‌پرسی مخالف است.

## نتایج
| گزینه                 | آرا        | ٪     |
| --------------------- | ---------- | ----- |
| آری                   | ۶٬۳۷۷٬۴۶۴  | ۴۹٫۷۹ |
| نه                    | ۶٬۴۳۱٬۳۷۲  | ۵۰٫۲۱ |
| آرای سفید/باطله       | ۲۷۵٬۱۸۹    | –     |
| مجموع                 | ۱۳٬۰۶۶٬۰۲۵ | ۱۰۰   |
| ثبت‌نام‌کرده‌ها/مشارکت   | ۳۴٬۸۹۹٬۹۴۵ | ۳۷٫۴۴ |
| منبع: Univision, RNEC |            |       |